# Kale Jakhals Producties
Kale Jakhals Producties is een Nederlandse productiemaatschappij die opgericht is door Beau van Erven Dorens, gespecialiseerd in het produceren van televisieprogramma's.

## Producties
Kale Jakhals Producties is producent van de volgende televisieprogramma's:
- Beau en de Veteranen
- Caveman
- De Sleutel
- De Wasstraat
- Geraldine & de Vrouwen
- Het Rotterdam Project
- Lago di Beau
  - Isola di Beau
  - Casa di Beau
- The Amsterdam Project